# W pięknym miejscu
W pięknym miejscu (wł. In un posto bellissimo) – włoski dramat z 2015 roku w reżyserii Giorgii Cecere, z udziałem Isabelli Ragonese i Alessio Boniego. Zdjęcia kręcono w Asti w prowincji Piemont.

## Fabuła
Lucia jest właścicielką kwiaciarni w centrum Asti, jej mąż Andrea prowadzi firmę, a ich syn Tommaso przypomina jej siebie z nastoletnich czasów. Zagraniczny chłopak sprzedający różne rzeczy na ulicy zaczyna rzucać światło na pewne aspekty życia, na które Lucia nie chciała zwracać uwagi - na przykład na temat jej męża. Krok po kroku kobieta zaczyna zdawać sobie sprawę, że jej życie nie jest tak perfekcyjne, jak myślała.

## Obsada
- Isabella Ragonese jako Lucia
- Alessio Boni jako Andrea
- Piera Degli Esposti jako Adriana
- Paolo Sassanelli jako Angelo
- Tatiana Lepore jako Carla
- Michele Griffo jako Tommaso
- Faysal Abbaoui jako Feysal
- Teresa Acerbis jako Matka Łucja